# An Iliad of Woes
«An Iliad Of Woes» es el primer sencillo de la banda de death metal británica Anathema. Fue lanzado en diciembre de 1990 y grabado entre el 23 y 25 de noviembre del mismo año en M.A. Studios, Liverpool. Como cualquier grupo de jóvenes deseosos de hacerse camino entre la escena del metal, nace Pagan Angel, con Darren White en la voz (previamente baterista de Cradle Of Filth durante su época de demos), Jamie Cavanagh en el bajo (que luego del demo All Faith Is Lost se marcharía para completar sus estudios, y no regresaría hasta el 2002), Daniel Cavanagh como primera guitarra, Vincent como segunda y John Douglas en la batería. Antes de sacar este demo, se cambian el nombre a Anathema. Si bien el disco es de corte death metal, la tercera canción «In The Name Of The Father» es black metal.

## Lista de canciones
Toda la música compuesta por Danny Cavanagh y Vincent Cavanagh. 
| Lado A |                                 |              |          |  |
| N.º    | Título                          | Letras       | Duración |  |
| 1.     | «The Lord Of Mortal Pestilence» | Darren White | 7:36     |  |
| 2.     | «Memento Mori»                  | Darren White | 7:23     |  |
| 14:59  |                                 |              |          |  |

| Lado B |                             |                |          |  |
| N.º    | Título                      | Letras         | Duración |  |
| 1.     | «In The Name Of The Father» | Danny Cavanagh | 8:55     |  |
| 2.     | «Echoes Of Terror»          | Darren White   | 5:11     |  |
| 14:06  |                             |                |          |  |

## Créditos
Músicos
- Daniel Cavanagh: guitarra líder
- Jamie Cavanagh: bajo y voz
- Vincent Cavanagh: guitarra
- John Douglas: batería
- Darren White: voz

Otros
- Arreglos: Anathema
- Diseño de carátula: Ian Stead